# リンゴ・ラム
リンゴ・ラム（Ringo Lam、林嶺東 1955年12月8日 - 2018年12月29日）は、香港の映画監督。
アクション映画の監督というイメージが強いが、青春コメディやホラー、ドラマも撮っている。1987年の『友は風の彼方に』で香港電影金像奨を受賞している。
2018年12月29日、自宅で就寝中に容体が急変。急変に気づいた妻が通報し病院に運ばれたが死去が確認された。63歳没。

## 主な監督作品
- アラン・タムの怪談・魔界美女物語 陰陽錯 Esprit d’Amour (1983)
- アザー・サイド・オブ・ジェントルマン 君子好逑 The Other Side Of A Gentleman (1984)
- 愛神一号 Cupid One (1985)
- スペクターX 最佳拍當ⅳ之千里救差婆 Aces Go Places IV(1986)
- プリズン・オン・ファイアー 監獄風雲 Prison On Fire (1987)[1]
- 友は風の彼方に 龍虎風雲 City On Fire (1987)[1]
- 學校風雲 School On Fire (1988)
- いつの日かこの愛を 判我闖天涯 Wild Search (1989)
- 聖戦 聖戦風雲 Undeclared War(1990)
- 一觸即發 Touch And Go (1991)
- プリズン・オン・ファイアー2 監獄風雲II逃犯 Prison On Fire II (1991)
- ツイン・ドラゴン 雙龍會 The Twin Dragons (1992)
- フル・コンタクト 侠盗高飛 Full Contact (1992)
- レジェンド・オブ・フォース 激闘飛龍/方世玉・外伝 火焼紅蓮寺 Burning Paradise (1994)
- 復讐のプレリュード 大冒険家 The Adventurers (1995)
- マキシマム・リスク Maximum Risk (1996)
- 高度戒備 高度戒備 Full Alert (1997)
- 極度重犯 The Suspect (1998)
- ヴィクティム 目露凶光 The Victim (1999)
- レプリカント Replicant (2001)
- スー・チーin ミスター・パーフェクト 奇逢敵手 Looking For Mr Perfect (2003)
- HELL ヘル In Hell (2003)
- 強奪のトライアングル 鐵三角 Triangle (2007、ジョニー・トー、ツイ・ハークと共同監督)
- ワイルド・シティ 迷城 Wild City (2015)
- スカイ・オン・ファイア 〜奪われたiPS細胞〜 沖天火 Sky On Fire (2016)
- 七人樂隊 - 七人樂隊 Septet: The Story of Hong Kong (2021) 「道に迷う」※7人の監督がそれぞれフィルムで撮影したオムニバス映画